# Lega Nazionale A 1980-1981
L'edizione 1980-1981 della Lega Nazionale A vide la vittoria finale dello Zurigo. Capocannoniere del torneo fu Peter Risi (Lucerna), con 18 reti.

## Stagione

### Novità
Dalla Lega Nazionale A 1979-1980 sono stati retrocessi in Lega Nazionale B il La Chaux-de-Fonds e il Lugano, mentre dalla Lega Nazionale B 1979-1980 sono stati promossi il Bellinzona e il Nordstern.

## Classifica finale
|  | Pos. | Squadra         | Pt | G  | V  | N  | P  | GF | GS | DR  |
|  | ---- | --------------- | -- | -- | -- | -- | -- | -- | -- | --- |
|  | 1.   | Zurigo          | 40 | 26 | 18 | 4  | 4  | 57 | 28 | +29 |
|  | 2.   | Grasshoppers    | 34 | 26 | 11 | 12 | 3  | 45 | 24 | +21 |
|  | 3.   | Neuchâtel Xamax | 34 | 26 | 14 | 6  | 6  | 44 | 25 | +19 |
|  | 4.   | Young Boys      | 33 | 26 | 11 | 11 | 4  | 46 | 33 | +13 |
|  | 5.   | Losanna         | 30 | 26 | 12 | 6  | 8  | 40 | 29 | +11 |
|  | 6.   | Basilea         | 28 | 26 | 9  | 10 | 7  | 48 | 44 | +4  |
|  | 7.   | Servette        | 26 | 26 | 8  | 10 | 8  | 38 | 36 | +2  |
|  | 8.   | Sion            | 24 | 26 | 8  | 8  | 10 | 35 | 42 | -7  |
|  | 9.   | Lucerna         | 22 | 26 | 6  | 10 | 10 | 39 | 46 | -7  |
|  | 10.  | San Gallo       | 22 | 26 | 7  | 8  | 11 | 35 | 42 | -7  |
|  | 11.  | Nordstern       | 19 | 26 | 6  | 7  | 13 | 28 | 37 | -9  |
|  | 12.  | Bellinzona      | 19 | 26 | 7  | 5  | 14 | 25 | 46 | -21 |
|  | 13.  | Chiasso         | 18 | 26 | 5  | 8  | 13 | 28 | 46 | -18 |
|  | 14.  | Chênois         | 15 | 26 | 3  | 9  | 14 | 23 | 53 | -30 |

Legenda:

      Campione di Svizzera e qualificata in Coppa dei Campioni 1981-1982.
      Vincitrice della Coppa Svizzera e qualificata in Coppa delle Coppe 1981-1982.
      Qualificate in Coppa UEFA 1981-1982.
      Retrocesse in Lega Nazionale B 1981-1982.
Note:

Due punti a vittoria, uno a pareggio, zero a sconfitta.

## Statistiche

### Classifica marcatori
| Gol |  |  | Giocatore            | Squadra         |
| --- |  |  | -------------------- | --------------- |
| 18  |  |  | Peter Risi           | Lucerna         |
| 15  |  |  | Robert Kok           | Losanna         |
| 14  |  |  | Walter Seiler        | Zurigo          |
| 13  |  |  | Roland Schönenberger | Young Boys      |
| 12  |  |  | Hanspeter Zwicker    | Zurigo          |
| 10  |  |  | Jean-Paul Brigger    | Sion            |
| 10  |  |  | Robert Lüthi         | Neuchâtel Xamax |
| 10  |  |  | Erni Maissen         | Basilea         |
| 10  |  |  | Claudio Sulser       | Grasshoppers    |
| 10  |  |  | Livio Zanetti        | Grasshoppers    |

## Verdetti finali
- Zurigo Campione di Svizzera 1980-1981 e qualificata alla Coppa dei Campioni 1981-1982.
- Losanna vincitore della Coppa Svizzera 1980-1981 e qualificata alla Coppa delle Coppe 1981-1982.
- Grasshoppers e Neuchâtel Xamax qualificate alla Coppa UEFA 1981-1982.
- Chênois retrocesso in Lega Nazionale B.